# 奧斯曼帝國的滯止
奧斯曼帝國的滯止（土耳其語：Osmanlı Devleti duraklama dönemi）是奧斯曼帝國的領土擴張達致顛峰以後的一段時期。在這一時期，帝國的軍威仍盛。在此後，奧斯曼帝國的軍事力量銳減，使它失去了大量領土。1683年的維也納之戰象徵著奧斯曼帝國在歐洲的極盛疆域。從社會經濟學的角度來說，這也是帝國衰落的開端。

## 大背景
十六世纪早期，由于新大陆的财富因西班牙的殖民开拓而大量涌入欧洲，奥斯曼帝国逐渐失去了军事技术上的优势。它的欧洲敌手们显得越来越难以抗衡。欧洲国家在十七世纪相继完成了空前的中央集权，而奥斯曼帝国则相对在这一方面较为迟滞。自1683年维也纳之围战败至1798年拿破仑入侵埃及，奥斯曼帝国的劣势一直未尝得到扭转。

## 艾哈邁德二世
鄂圖曼帝國在維也納之戰戰敗後，歐根親王率奧地利軍於大土耳其戰爭再挫鄂圖曼帝國。1699年，奧地利人征服鄂圖曼屬匈牙利，於同年簽訂卡尔洛夫齐条约。後來在十八世紀的戰爭促成帕薩羅維茨條約、貝爾格萊德條約、尼薩條約的成立，確立了哈布斯堡、鄂圖曼帝國及俄國間在歐洲東南的邊界。

## 穆斯塔法二世
穆斯塔法二世竭力阻擋奧地利人的進攻，他在1697年重新征服奧斯曼匈牙利，他在桑達被歐根親王擊敗，奧斯曼帝國遂尋求和解。穆斯塔法二世在1699年的卡尔洛夫齐条约割讓匈牙利及特蘭西瓦尼亞予奧地利，割讓摩里亞予威尼斯共和國，並須從波蘭控制的波多利亞撤軍。在他統治期間，俄國的彼得大帝從土耳其人手中攻陷黑海戰略重地亞速。

## 艾哈邁德三世

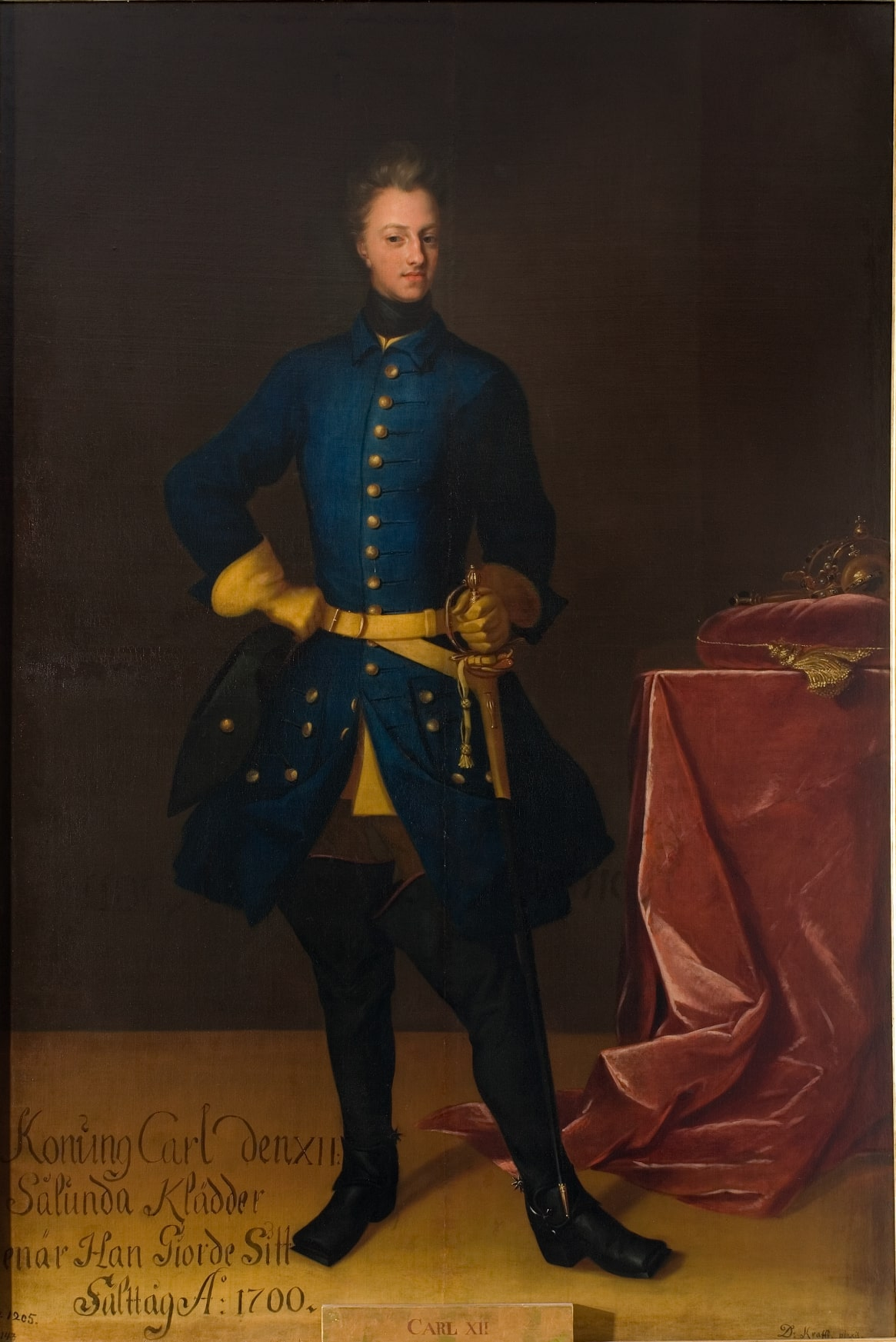
瑞典國王卡爾十二世

瑞典國王卡爾十二世在波爾塔瓦會戰（大北方戰爭的一部分）被俄國擊敗後逃到奧斯曼帝國。在1710年，他說服艾哈邁德三世對俄國宣戰，奧斯曼帝國軍在巴爾塔哲·穆罕默德·帕夏的領導下在普魯特河戰役取得重要的勝利。俄國歸還亞速予奧斯曼帝國，同意毀掉在塔甘羅格的基地，不再干預波蘭立陶宛聯邦的內政。君士坦丁堡不滿條約過於寬鬆，幾乎因此重啟戰端。
1715年，奧斯曼帝國軍攻佔威尼斯控制的摩里亞，引起奧地利的敵意。1717年，貝爾格萊德被奧地利攻陷。1718年，在英國及荷蘭兩國的調停下，雙方簽訂帕薩羅維茨條約，奧斯曼帝國重獲從威尼斯征服得來的領土，但卻失去了匈牙利。
在波斯戰爭時期，奧斯曼帝國持續與波斯人作戰。數年後，奧斯曼帝國的戰意消退，納迪爾沙阿終擊退奧斯曼帝國軍，樹立了威望。

## 馬哈茂德一世
1731年，俄國為了加強支配裏海與黑海之間、近捷列克河的高加索地區，宣示對卡巴爾達的主權。俄國聲稱高加索人原本是烏克蘭的哥薩克，後來移居到一個叫泰基的俄國城市，才稱為高加索人，他們移居到庫班河一帶，但仍保留著他們的基督教信仰及對沙皇的忠誠，而克里米亞韃靼人的暴政卻迫使他們成為穆斯林，東遷到卡巴爾達，他們仍被視為俄國的人民。俄國以此為由認為高加索人所佔領的地區也應屬俄國所有。不過，這對土耳其人的影響不大，特別是在九年前俄國書面承認奧斯曼帝國蘇丹對高加索地區的主權。
戰事起初在克里米亞及多瑙河流域上的瓦拉幾亞及摩爾多瓦爆發。俄國的米尼赫擊敗依附於馬哈茂德一世的克里米亞汗國，並橫過德涅斯特河，佔領比薩拉比亞的大部分地區。奧地利被奧斯曼帝國軍佔領貝爾格萊德及塞爾維亞北部。
波斯戰爭依然持續，奧斯曼帝國軍與波斯統帥納迪爾沙阿鬥得難分難解。奧斯曼帝國仍保有對巴格達的控制權，亞美尼亞、阿塞拜疆及格魯吉亞則被波斯的影響力滲透。

## 奧斯曼三世
1754年，馬哈茂德一世逝世，由其弟奧斯曼三世即位。
在他統治的短短三年間，較為人所知的是他對非穆斯林並不友好，基督教及猶太教徒都須穿戴奇特的服飾及徽章。

## 穆斯塔法三世
1763年，拉吉布·帕夏逝世，由穆斯塔法三世親政。他並不善長於選任賢能，性格頑固急躁，所以常作出錯誤的決定。另一方面，穆斯塔法三世勤於政事，致力於改革奧斯曼帝國，包括委任外國軍官改革步兵和炮兵，開設數學、導航和科學院。
他了解到奧斯曼帝國的軍事力量不足，盡量避免與其他國家開戰。穆斯塔法三世無力阻止俄國葉卡捷琳娜二世吞併克里米亞，俄國進一步侵攻波蘭，穆斯塔法三世不得不向聖彼得堡宣戰，不久後逝世。

## 阿卜杜勒·哈米德一世
1774年，阿卜杜勒·哈米德一世繼位為蘇丹。這時，帝國面對財政困難，軍事上又在科斯盧亞戰役大敗，被迫簽訂凱納甲湖條約。
阿卜杜勒·哈米德一世對內致力於改革，特別是軍事上的改革。阿卜杜勒·哈米德一世成功鎮壓發生在敘利亞及摩里亞的叛亂，然而俄國卻進一步侵吞克里米亞。1787年，阿卜杜勒·哈米德一世對俄國宣戰。翌年，奧地利加入俄方，瑞典及普洛士人卻站在奧斯曼帝國一方。雖然奧斯曼帝國在卡朗斯巴斯戰役得勝，但在1788年，軍隊在鄂察奇烏遭到重挫，鄂察奇烏陷落。

## 塞利姆三世
塞利姆三世認知帝國必須進行改革，但俄國及奧地利的壓迫不容許他實施改革，直到1792年雅西和約的簽訂使奧斯曼帝國得以喘息。
塞利姆三世廢止采邑的軍權，進行行政變革，特別是財政部門。塞利姆三世亦致力擴大教育幅度，在外國軍官的指揮下建立現代化的軍隊。
土耳其新軍強烈反對變革，因而引發阿德里安堡的動亂。奧斯曼帝國在塞爾維亞和埃及的軍事行動都未能獲勝。及後，土耳其新軍再次發動叛亂，引致伊斯蘭教長下達對抗變革的指令，廢黜塞利姆三世，讓穆斯塔法四世繼位。

## 穆斯塔法四世
在魯塞的奧斯曼帝國將軍阿朗達爾·穆斯塔法·帕夏是變革派的重要人物，他起兵四萬前往君士坦丁堡，要讓塞利姆三世復辟，可是塞利姆三世在後宮被宦官所殺，阿朗達爾遂廢黜穆斯塔法四世，馬哈茂德二世繼位。

## 馬哈茂德二世
馬哈茂德二世讓官員主持改革，其後一度中止了改革。
在他統治的早年，總督穆罕默德·阿里擊敗沙地第一王國，征服聖地麥地那及麥加。
馬哈茂德二世在任期間，奧斯曼帝國開始分裂。希臘於1821年的叛亂促使其獨立。1821年，英國、法國及俄國的聯合海軍於拉法連諾戰役擊敗奧斯曼帝國海軍，奧斯曼帝國被迫在1832年7月簽訂君士坦丁堡條約，而法國在1830年佔據了奧斯曼帝國的阿爾及利亞，標誌著帝國逐漸分離，帝國內其他種族的獨立活動活躍起來，特別是在歐洲。
1831年，馬哈茂德二世敉平了伊拉克馬穆魯克的叛亂。1839年，馬哈茂德二世著手進行坦志麥特改革，這是土耳其現代化的開端。